# Amber Smith (Band)
Amber Smith ist eine 2000 gegründete Indie-Rock-Band aus Budapest, Ungarn.

## Geschichte
Amber Smith wurde 2000 als Projekt des Sängers, Gitarristen und Songwriters Imre Poniklo gegründet. Nach den ersten beiden Alben Nincs szükség ránk (2001) und My Little Servant (2003) kristallisierte sich eine feste Band mit Oszkár Ács (Bass), Zoltán Kőváry (Gitarre) und Bence Bátor (Gitarre) heraus. Die Band tourte danach durch Europa und Japan.
2004 erschien rePrint, welches musikalisch neue Wege ging. Robin Guthrie von den Cocteau Twins übernahm die Produktion des Albums. Das Album ist ein Mix aus Rock- und New-Wave-Elementen. Von deutschen Medien wurden Vergleiche mit The Cure, The Pretenders, HIM und Deine Lakaien gezogen. Hervorgehoben wurde die „dunkel-melancholisch[e]“ Grundstimmung der Lieder.
Die Band arbeitete 2007 an ihrem neuen Album. Chris Brown, der schon mit Radiohead und Paul McCartney arbeitete, war mit der Produktion beschäftigt. 2008 erschien das Album über das Independent-Label Firestation Records auch in Deutschland.

## Diskografie

### Alben
- 2001: Nincs szükség ránk
- 2003: My Little Servant
- 2006: rePRINT
- 2008: Introspective
- 2012: Amber Smith
- 2015: Modern

### Singles und EPs
- 2001: Pozitív
- 2001: There Is No Way
- 2005: Hello Sun ("7)
- 2005: Hello Sun (CD)
- 2006: Sea Eyes (Promo-CD)
- 2007: Introspective (CD)
- 2009: Time (USB Single)
- 2011: Square 1 (EP)
- 2013: Another Way